# Luidia tessellata
Luidia tessellata är en sjöstjärneart som beskrevs av Christian Frederik Lütken 1859. Luidia tessellata ingår i släktet Luidia och familjen sprödsjöstjärnor. Inga underarter finns listade i Catalogue of Life.